# Вейдемане, Элита
Элита Вейдемане (латыш. Elita Veidemane, род. 9 декабря 1955, Рига) — латышская журналистка, публицист и общественный деятель. Была главным редактором газеты Народного фронта Латвии «Атмода» («Пробуждение»).

## Биография и профессиональная карьера
Элита Вейдемане родилась в 1955 году в Риге. В 1980 году окончила Латвийский государственный университет, филологический факультет, по специальности «Латышский язык и литература». В 1980—1981 году работала учителем латышского языка и литературы в средней школе № 4 города Юрмалы. С 1981 по 1988 год работала в молодёжной газете на латышском языке Padomju Jaunatne («Советская Молодёжь») — органе ЦК Латвийского коммунистического союза молодёжи.
В 1988 году Вейдемане вступила в Народный фронт Латвии. С 1988 года и до закрытия в 1992 году была главным редактором его печатного органа — газеты «Атмода». С 1991 до 1996 года руководила еженедельником Atmoda Atpūtai («Атмода для отдыха»).
В 2001 году Элита Вейдемане стала главным редактором юрмальской газеты Jūrmalas avīze, а в 2004 году кратковременно руководила журналом Septiņi («Семь»). В 2007 году стала редактором светского журнала Vakara Ziņas («Вечерние новости»), с 2008 года — заместитель главного редактора газеты Neatkarīgā Rīta Avīze.
Скандальную славу Вейдемане получила после публикации серии статей «Мужчины моей жизни», которые затем вышли отдельной книгой, в которой в качестве любовников журналистки были отражены многие известные люди, в том числе политики, а также откровенного интервью эротическому журналу «Пантера» в 1995 году.
В 2019 году написала заявление в Службу госбезопасности Латвии на общественного активиста и члена Русского союза Латвии Александра Филея за пост в Facebook, в котором тот положительно оценивал советскую оккупацию Латвии и писал, что июньская депортация евреев в восточные районы СССР спасла их от Холокоста. Против Филея 25 июня 2019 года было возбуждено уголовное дело Nr. 11840001719 по статье 74¹ Уголовного кодекса за «действия, которые публично прославляют, отрицают, оправдывают или грубо приуменьшают военные преступления, совершенные СССР против Латвийской Республики и ее граждан».

## Политическая и общественная деятельность
Элита Вейдемане активно работала в Латвийском Народном фронте, была избрана во вторую и третью думы Народного фронта, однако не была выдвинута ни в один состав Сейма от НФЛ. В 1995 году была одним инициаторов Партии Дураков и Безземельных (Muļķu un bezzemnieku partija). На выборах 6-го Сейма выдвинула свою кандидатуру от Демократической партии «Саймниекс», но не была избрана. В 2001 году на муниципальных выборах баллотировалась от Латвийской Демократической партии в Юрмале, но опять не была избрана.
В 2000 году награждена орденом Трёх Звёзд IV степени.

## Личная жизнь
Сестра Элиты Вейдемане — актриса Раймонда Ваздика. Элита разведена, у неё есть дочь Линда. С 1997 года Элита жила вместе с легендарным рок-музыкантом Айваром Бризе, который скоропостижно скончался 22 октября 2013 года.

## Изданные работы
- Vīrieši manā mūžā («Мужчины в моей жизни»). — Jumava, 2001.
- Leģenda rudenī : Raimonds Pauls («Легенда осенью: Раймонд Паулс»). — Jumava, 2002.
- Atmoda. Mani dārgumi («Пробуждение. Мои сокровища»). — Jumava, 2003. 229 c. ISBN 9789984057163.
- Latvietis vējā («Латыш на ветру»). Биография актёра Эдуарда Павулса. — Jumava, 2004. 185 с. ISBN 9789984058740.
- Zemdegas gruzd («Невидимый огонь тлеет»). Биография актёра Эдуарда Павулса. — Jumava, 2008. 210 с. ISBN 9789984384542.
- Dzelzsgriezējs un dūja («Металлист и гуляка»). Биография Айвара Бризе. — Jumava, 2015.